# Sabrina the Teenage Witch (película de televisión)
Sabrina, la bruja adolescente es una película de televisión estadounidense de 1996 basada en la serie de cómics del mismo nombre de Archie Comics. Fue anterior a la serie de televisión Sabrina the Teenage Witch y se estrenó en Showtime el 7 de abril de 1996.
Las dos únicas actrices que aparecerían tanto en la película como en la serie de televisión serían Melissa Joan Hart, cuyo personaje poseía un apellido diferente (Sawyer) al de su homóloga en los cómics y la televisión (Spellman), y Michelle Beaudoin, que interpretaba a la mejor amiga de Sabrina, llamada Marnie en la película, fue rebautizada como Jenny para la serie de televisión. También cabe destacar el hecho de que, a diferencia de los cómics, que estaban ambientados en la ciudad ficticia de Greendale, y la eventual serie de televisión (situada en una ciudad igualmente ficticia llamada Westbridge), se dijo que la película para televisión tenía lugar en Riverdale. Éste era el nombre utilizado originalmente en los cómics para el hogar de Archie y su grupo de amigos.
Aunque ambientada en Estados Unidos, al igual que los cómics y la citada serie de televisión, la película se rodó íntegramente en la Columbia Británica (Canadá).

## Trama
La película gira en torno a Sabrina Sawyer (Melissa Joan Hart), que es enviada a vivir con sus excéntricas tías en Riverdale. Cuando cumple 16 años, Sabrina descubre que es una bruja. Sabrina se enamora de Seth (Ryan Reynolds), el chico más guapo de la escuela, que sale con Katie La More, la «abeja reina» de la escuela. Sabrina tiene que encontrar la manera de usar su recién descubierto poder mágico para conseguir que Seth se fije en ella, pero al mismo tiempo no lanzar un hechizo de amor, que podría volverse en su contra.
Cuando Katie deja a Seth, éste empieza a fijarse en Sabrina. Sabrina es capaz de usar su magia para ganar una competición de atletismo y conseguir que Seth la invite al Spring Fling. Katie descubre el secreto de Sabrina y se propone que todo el mundo sepa lo que es Sabrina. Sabrina tiene que usar su magia para convertir a Katie en un caniche para detenerla, pero más tarde la vuelve a cambiar. Mientras tanto, a Harvey le gusta Sabrina y espera a ver si ella cambia de opinión y empieza a fijarse en él. La historia termina felizmente con Sabrina y Harvey juntos en el baile.

## Elenco
- Melissa Joan Hart como Sabrina Sawyer
- Sherry Miller como Tía Hilda
- Charlene Fernetz como Tía Zelda
- Michelle Beaudoin como Marnie Littlefield
- Ryan Reynolds como Seth[2]
- Tobias Mehler como Harvey
- Lalainia Lindbjerg como Katie La More
- Laura Harris como Freddie
- Kea Wong como Fran
- Jo Bates como Entrenadora
- Janine Cox como Dependienta
- Biski Gugushe como Larry
- Tyler Labine como Mark
- Jim Swansburg como Mr. Dingle
- Noel Geer como Jeff
- Brian Steele como Salem Saberhagen (voz no acreditada)